# Gerda malaperis!
Gerda malaperis! ("Gerda è scomparsa!") è un romanzo scritto in Esperanto dallo svizzero Claude Piron ed è una delle storie più famose della letteratura in esperanto.
Dal punto di vista linguistico, il testo è strutturato in capitoli che introducono in modo graduale nuovi termini man mano che si procede nella lettura, partendo inizialmente da un vocabolario essenziale. Questo lo rende particolarmente adatto ai principianti che vogliono migliorare la loro comprensione dell'esperanto, ripetendo la grammatica di base e divertendosi con la lettura della storia. Il mistero comincia quando tre studenti universitari assistono alla strana scomparsa di una donna, Gerda, esperta di "lingue criptiche".
Dal romanzo sono stati tratti diversi corsi interattivi ed anche un lungometraggio.